# Национальная ассоциация по исследованию и терапии гомосексуальности
Национальная ассоциация по исследованию и терапии гомосексуальности (англ. National Association for Research and Therapy of Homosexuality, NARTH) — американская организация, ставящая перед собой цель «терапии гомосексуальности». NARTH отказывается признать решение Всемирной организации здравоохранения или национальных психиатрических и психологических ассоциаций об исключении гомосексуальности из классификации патологий и продолжают считать гомосексуальность сексуальной девиацией.

## Тактика NARTH
Члены ассоциации считают, что возможна коррекция сексуальной ориентации путём так называемой «репаративной терапии» (или «восстановительной терапии»). Они не выступают за какое-либо принудительное лечение или принудительную коррекцию сексуальной ориентации и говорят лишь о добровольной «коррекции» по желанию самого пациента.

## Критика
Предлагаемые Национальной ассоциацией по исследованию и терапии гомосексуальности методы «репаративной терапии» были описаны крупнейшими медицинскими и психологическими организациями США (и других стран) как псевдонаучные, вредные и неэтичные. В 2006 году Американская Психологическая Ассоциация заявила следующее:
Наша дальнейшая озабоченность заключается в том, что позиции, которых придерживаются NARTH и Focus on the Family, создают среду, в которой могут процветать предрассудки и дискриминация.
Королевский Колледж Психиатров разделил опасения Американской Психологической Ассоциации.
Southern Poverty Law Center относит данную ассоциацию к группам ненависти, идеологически ориентированным против прав ЛГБТ. По данным доклада правозащитной организации, NARTH является одним из основных источников антигомосексуальной мусорной науки. Без исследований, предоставляемых NARTH, религиозным правым было бы намного сложнее осуждать гомосексуальность в американском обществе. NARTH не гнушается сотрудничать с наиболее яростными пропагандистами гомофобии: Лайвли Скоттом, считавшим, что гомосексуалы сыграли важную роль в истории нацистской Германии и в значительной степени ответственны за Холокост; Полом Кэмероном, изгнанным из Американской психологической ассоциации и Американской социологической ассоциации за искажение исследований; Шэрон Слейтер, чья организация Family Watch International поддерживает активистов в Уганде, лоббирующих закон о смертной казни за гомосексуальность; Питером Сприггом, сторонником депортации и уголовного преследования гомосексуалов.
Джордж Рекерс, научный советник NARTH и анти-гей активист, был сфотографирован с 20-летним мужчиной, оказывающим эскортные услуги. Хотя Рекерс отрицал свою гомосексуальность, мужчина сообщил, что делал Рекерсу эротический массаж по часу в день. После этого тот уволился из NARTH.
Профессор Лиза Даймонд заявила, что NARTH и соучредитель ассоциации Джозеф Николоси умышленно искажают её работы о флюидности сексуальной ориентации и используют их для продвижения репаративной терапии. Она сообщила, что, хотя её исследование и показало, что у некоторых женщин самоидентификация меняется с течением времени, эти изменения происходили не по желанию пациенток, и оно не может доказать эффективности репаративной терапии.
NARTH была обвинена в подстрекательстве к жестокому обращению с детьми после публикации статьи их члена Джозефа Бергера, где утверждалось, что нужно позволить сверстникам высмеивать детей, одевающихся в одежду для противоположного пола. Позже статья была удалена.
NARTH также сталкивалась с обвинениями в расизме. Джеральд Шеневольф, член NARTH, опубликовал на сайте ассоциации эссе о политической корректности, в котором он сказал, что чернокожим повезло быть проданным в рабство, и борьба за гражданские права иррациональна, а сторонники прав человека интеллектуально отсталые. Директор национальной коалиции за справедливость в отношении чернокожих написал NARTH письмо протеста и призвал извиниться за публикацию эссе и пересмотреть отношения с Джеральдом. Хотя эссе было удалено, Джеральд на момент написания статьи не был уволен, и многие члены NARTH защищали его в блоге организации. Уоррен Трокмортон, бывший член NARTH, высказал мнение, что многие члены ассоциации хотели бы негативно высказаться по поводу этого происшествия, но не имеют для этого полномочий, а те, кто имеют такие полномочия, не возмущены ситуацией.